# Stephen Amritraj
Stephen Amritraj (Hindi स्टीफन अमृतराज; * 28. März 1984) ist ein ehemaliger indischer Tennisspieler.

## Karriere
Amritraj spielte zwischen 1999 und 2002 auf der ITF Junior Tour. Dort nahm er viermal an Grand-Slam-Turnieren teil. Während er im Einzel kein Match gewann, war sein bestes Resultat im Doppel 2001 der Einzug ins Halbfinale der US Open. Mit dem Sieg im Doppel beim Copa del Cafe gewann er ein Turnier der höchsten Kategorie sowie eines der zweithöchsten Kategorie J1 in Mexiko. Hinzu kamen drei weitere Turniere bei niedriger dotierten Events; im Einzel blieb er titellos. In der Junioren-Rangliste erreichte er Platz 3 im Doppel, aber nur Rang 69 im Einzel. Nach seiner Zeit als Junior ging Amritraj an die Duke University, wo er von 2002 bis 2006 je einen Bachelor in Geschichte und Market & Management absolvierte. 
Bei den Profis kristallisierte sich weiterhin Amritrajs Talent im Doppel heraus, im Einzel trat er nur selten an und kam in seiner Karriere nur bis Platz 973 in der Tennisweltrangliste. In Los Angeles erhielt er 2002 eine Wildcard für die Doppelkonkurrenz seines ersten ATP-Tour-Events, wo er mit seinem Cousin Prakash Amritraj an den Start ging. Sie überraschten die Konkurrenz und besiegten die Nummer 10 Kevin Ullyett sowie die Nummer 14 Sandon Stolle, ehe sie im Halbfinale ausschieden. Auch in Indianapolis überstanden sie die Auftakthürde, was ihnen bei ihrem ersten gemeinsamen Auftritt bei einem Grand-Slam-Turnier, bei den US Open, nicht gelang. Diese Teilnahmen verdankten sie – wie bis Ende 2003 noch vier weitere Turniere – ebenfalls Wildcards. Zwischenzeitlich stieg er durch die Siege in die Top 300 der Doppelrangliste vor. In den folgenden Jahren blieben allerdings weitere Siege und danach auch weitere Wildcards aus, sodass er zeitweise aus den Top 1000 fiel. Auf der drittklassigen ITF Future Tour, wo Tennisspieler eigentlich ihre Karriere beginnen, erreichte er 2006 das erste Mal ein Endspiel.
Nach seinem Studium widmete Amritraj sich das erste Mal vollends seiner Tennislaufbahn. In diesem Jahr gewann er drei Future-Titel. Viermal zog er auf der zweithöchsten Turnierebene, der ATP Challenger Tour ins Halbfinale ein, einmal – im Oktober 2007 in Kaohsiung – gewann er dabei den Titel. In diesem Jahr stieg Amritraj mit Platz 192 auch auf sein Karrierehoch. Das Jahr 2008 verbrachte er fast ausschließlich auf der Challenger Tour, wo er mit verschiedenen Partnern fünfmal im Halbfinale unterlag. Das Jahr schloss er mit Platz 240 so gut ab wie kein anderes in seiner Karriere. Allerdings gelang ihm kein Durchbruch, um fortan wieder Turniere der ATP Tour zu spielen. Nach drei Turnierteilnahmen 2009 beendete Amritraj schließlich seine Karriere.
Nach seiner aktiven Zeit war Amritraj 2013 als Assistenztrainer für seine Alma Mater aktiv. 2014 wurde er für vier Jahre lang der Leiter der United States Tennis Association (USTA). Von 2018 bis 2023 arbeitete er als Chief Tennis Officer bei UTR Sports. 2024 gründete er die Intrepid Sports Group.

## Persönliches
Stephen wurde in eine Tennisfamilie geboren. Sein Vater Anand Amritraj sowie dessen Brüder Ashok Amritraj und Vijay Amritraj sowie Vijays Sohn, Prakash Amritraj, waren alle ebenfalls Tennisspieler. Die drei Brüder Amritraj gehörten zu den ersten indischen Top-Tennisspielern. Stephen Amritraj heiratete 2019 die US-amerikanische Tennisspielerin Alison Riske. Im Juli 2024 wurden sie Eltern einer Tochter.

## Erfolge
| Legende (Anzahl der Siege) |
| Grand Slam                 |
| ATP Finals                 |
| ATP Tour Masters 1000      |
| ATP Tour 500               |
| ATP Tour 250               |
| ATP Challenger Tour (1)    |

### Doppel

#### Turniersiege
| Nr. | Datum             | Turnier   | Belag     | Partner   | Finalgegner                        | Ergebnis  |
| --- | ----------------- | --------- | --------- | --------- | ---------------------------------- | --------- |
| 1.  | 18. November 2007 | Kaohsiung | Hartplatz | Dudi Sela | Rik De Voest Pierre-Ludovic Duclos | 6:4, 7:64 |